# Albuca roodeae
Albuca roodeae är en sparrisväxtart som först beskrevs av Edwin Percy Phillips, och fick sitt nu gällande namn av John Charles Manning och Peter Goldblatt. Albuca roodeae ingår i släktet Albuca och familjen sparrisväxter. Inga underarter finns listade i Catalogue of Life.